# Irodouër
Irodouër é uma comuna francesa na região administrativa da Bretanha, no departamento Ille-et-Vilaine. Estende-se por uma área de 23,38 km². Em 2010 a comuna tinha 2 299 habitantes (densidade: 98,3 hab./km²).